# Compsus viridivittatus
Compsus viridivittatus – gatunek chrząszcza z rodziny ryjkowcowatych i podrodziny Entiminae.
Gatunek ten opisanł w 1855 roku przez Félix Édouard Guérin-Méneville pod nazwą Platyomus viridivittatus.
Chrząszcz o podługowatym ciele o długości od 9 to 15,7 mm. Czarny oskórek jest u niego prawie całkowicie przykryty gęstymi, owalnymi do okrągłych łuskami, ubarwionymi biało, metalicznie niebiesko i zielono, które tworzą na przedpleczu i pokrywach trzy podłużne przepaski o zmiennej szerokości. Udział poszczególnych kolorów w barwie przepasek również zmienny. Środkowa przepaska wchodzi na głowę w formie trójkątnej plamki, a przepaski na międzyrzędach 3–4 i 8–9 są pełne, co odróżnia ten gatunek od podobnego C. obliquatus. Szerokość ryjka wynosi około 0,33 jego długości. Głowa ma lekko wypukłe czoło. Przedplecze jest nieco szersze niż długie i ma lekko zaokrąglone boki za przednią ⅓. Boki pokryw mają rozwartokątne, prawie spiczaste barki, dalej są prawie równoległe, po czym stopniowo się zaokrąglają ku wydłużonym i wykrojonym wierzchołkom. Międzyrzędy pokryw mają nierówne szerokości, a trzeci, piąty i siódmy są silnie, prawie żeberkowato wyniesione. Odnóża mają małe zielone plamki na udach i białe stopy. Samca cechuje wierzchołkowa 1/5 środkowego płata edeagusa zaokrąglona, jego boki proste i zwężone, a nasada najszersza. Samica ma C-kształtną spermatekę z rogami skierowanymi prawie wierzchołkowo i szerokie zesklerotyzowane ramiona podługowato-owalnej płytki ósmego sternum odwłoka.
Ryjkowiec neotropikalny, znany z kolumbijskich departamentów: Antioquia, Caldas, Cundinamarca, Quindío, Risaralda, Santander, Tolima i Valle del Cauca. Poławiany na cytrusach.